# Buchnera keilii
Buchnera keilii är en snyltrotsväxtart som beskrevs av Mildbraed. Buchnera keilii ingår i släktet Buchnera och familjen snyltrotsväxter. Inga underarter finns listade i Catalogue of Life.